# Лукич, Радомир
Радомир Д. Лу́кич (серб. Радомир Лукић; 31 августа 1914, Милошевац — 31 мая 1999, Белград) — югославский теоретик и социолог права.

## Биография
Рано остался сиротой. По окончании гимназии поступил на юридический факультет Белградского университета в 1933 году.
В 1939 году получил докторскую степень в Париже, после чего работает на юридическом факультете Белградского университета: сначала доцент, а с 1956 года — профессор; в 1958—1960 годах — декан.
Академик Сербской академии наук и искусств (САНУ) с 28 мая 1970 года (член-корреспондент с 21 декабря 1961 года). В 1971—1974 годах — секретарь САНУ, в 1974—1977 годах — её вице-президент, в 1981—1982 годах — секретарь отделения общественных наук САНУ.
Опубликовал большое количество научных трудов по теории государства и права, социологии права, философии права и др. общественным наукам. Большинство из них вошло в 11-томное собрание сочинений Лукича, выпущенное в Сербии в 1995 году. Отдельные работы издавались в СССР.

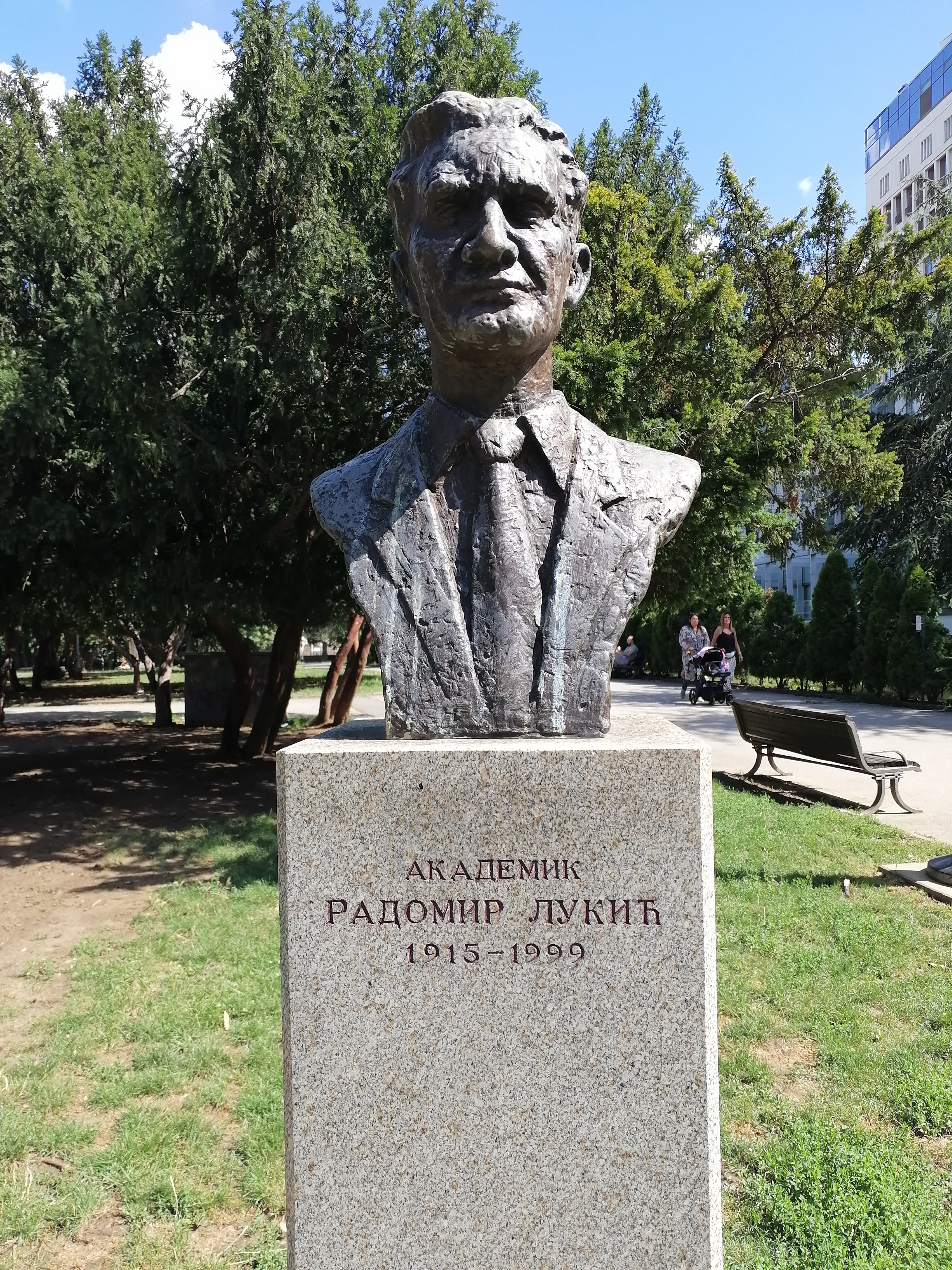
Бюст академика Лукича

Награждён рядом наград Югославии — как научных, так и государственных.
В память о Радомире Лукиче в Белградскоми университете основан Фонд его имени, средства которого используются для поддержки молодых учёных.
Имя Лукича с 2000 года носит начальная школа в его родном городе Милошеваце.

## Оценки
В 1950—1960-х годах в советских источниках многие идеи Лукича в сфере социологии и теории права нередко критикуются из-за их «ревизионизма». В частности, ревизионистскими считались мысли Лукича, что общество должно строиться не на частной и не на государственной, а на «групповой собственности», что метод диалектического материализма не является универсальным для юридической науки, и т. д.
С другой стороны, некоторые современные сербские авторы отмечают, что на работы Лукича оказала значительное влияние советская теоретико-правовая доктрина.